# SC Waldgirmes
Sport Club 1929 Waldgirmes e.V. é uma agremiação esportiva alemã fundada em 1929 em Waldgirmes, no estado de Hessen. Os 700 membros do clube que é notável pelo futebol se dividem em departamentos de tênis, ginástica para mulheres, ginástica alpina e ciclismo.

## História

O velho logotipo

A associação foi fundada como SG Waldgirmes. Como era um clube formado por trabalhadores, foi cassado por razões políticas quando os nazistas chegaram ao poder em 1933. Os atletas então partiram para o TV 05 Waldgirmes. O SG só foi restabelecido no verão de 1945 como um clube comunitário.
Em 1948, o futebol se tornou independente até ser reunificado com a agremiação quatro anos mais tarde, formando o SC Waldgirmes. 
O time conquistou a promoção para a Landesliga Hessen-Mitte, em 1970, e jogou nesse nível ao longo das três décadas seguintes, com a exceção dos rebaixamentos nas temporadas 1975 e 1993. 
Em 2002, o Waldgirmes ganhou o acesso à Oberliga Hessen (IV) após vencer seu primeiro título na Landesliga (V). Contudo, foi rebaixado após terminar em último, mas logo ganharia seu caminho de volta para a quarta camada, a Oberliga para atuar na temporada seguinte.
Em 2008-2009, conquistou a Oberliga, mas optou por uma licença na Regionalliga e permaneceu nesse nível. A equipe reserva, SC Waldgirmes II, atua apenas um nível abaixo do primeiro time, na Verbandsliga.

## Títulos
- Hessenliga (V) 
  - Campeão: 2009;
  - Vice-campeão: 2010, 2011;
- Landesliga Hessen-Mitte (V) 
  - Campeão: 2002, 2004;

## Cronologia recente
A recente performance do clube:
| Temporada | Divisão                 | Módulo | Posição |
| 1999–2000 | Landesliga Hessen-Mitte | V      | 9°      |
| 2000–01   | Landesliga Hessen-Mitte | V      | 12°     |
| 2001–02   | Landesliga Hessen-Mitte | V      | 1° ↑    |
| 2002–03   | Oberliga Hessen         | IV     | 18° ↓   |
| 2003–04   | Landesliga Hessen-Mitte | V      | 1° ↑    |
| 2004–05   | Oberliga Hessen         | IV     | 3°      |
| 2005–06   | Oberliga Hessen         | IV     | 3°      |
| 2006–07   | Oberliga Hessen         | IV     | 3°      |
| 2007–08   | Oberliga Hessen         | IV     | 5°      |
| 2008–09   | Hessenliga              | V      | 1°      |
| 2009–10   | Hessenliga              | V      | 2°      |
| 2010–11   | Hessenliga              | V      | 2°      |
| 2011–12   | Hessenliga              | V      | 14°     |
| 2012–13   | Hessenliga              | V      | °       |